# رمزنگاری جانشینی
رمزنگاری جانشینی روشی برای رمزنگاری است که در آن هر واحد از متن اصلی بر طبق یک سیستم معین با رمزشده آن جایگزین می‌شود. یک واحد ممکن است یک حرف باشد (که معمولاً این طور است) یا دو حرف، سه حرف یا حتی ترکیبی از آنها و شکل‌های مشابه آن باشد. رمزگشایی آن با کمک عکس عمل جاگذاری انجام پذیر است.
این روش با رمزنگاری جابجایی قابل مقایسه است. روش جانشینی بدون تغییر مکان حروف خود آنها را تغییر می‌دهد ولی رمزنگاری جابجایی حروف را تغییر نمی‌دهد و فقط آنها را با هم جابجا می‌کند.
یکی از ساده‌ترین مثال‌های این روش رمز سزار می‌باشد.
رمزنگاری جانشینی انواع مختلفی دارد. اگر رمزنگاری بر روی یک حرف انجام شود به آن رمزنگاری جانشینی ساده گویند. به این نوع رمزنگاری روی گروه‌های بزرگتری از حروف، پلی‌گرافیک گویند. یک رمزنگاری تک حرفی از جانشینی ثابت بر روی کل پیام استفاده می‌کند. درحالیکه رمزنگاری چند حرفی از چندین جانشینی در موقعیت‌های مختلف در  یک پیام استفاده می‌کند، به طوریکه یک واحد از متن اصلی به یکی از چندین احتمال در متن رمزشده نگاشته می‌شود و برعکس.

## جانشینی ساده

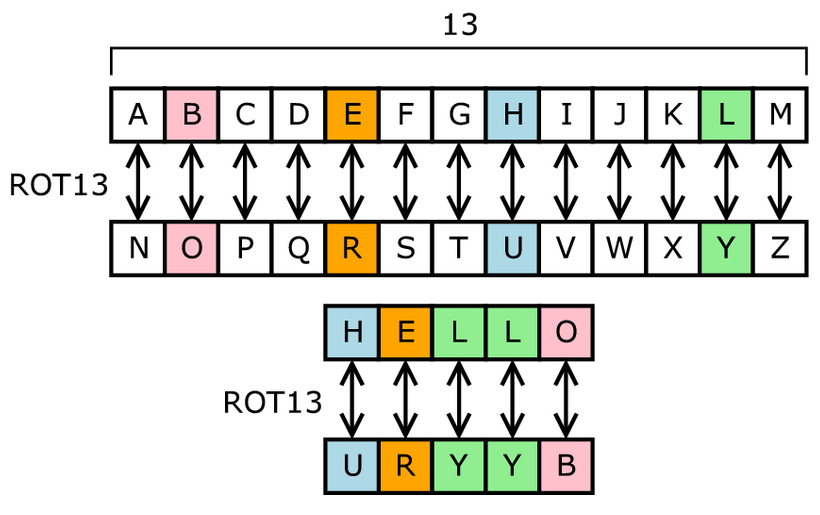
ROT13 یک رمز سزار و یک نوع از رمزنگاری جایگزینی است. در ROT13 حروف الفبا 13 مرتبه دوران می یابند.

جانشینی یک حرف (جانشینی ساده) را با نوشتن حروف الفبا با یک ترتیب خاص به منظور نشان دادن جانشینی، می‌توان نمایش داد. به این، جانشینی الفبایی گویند. ممکن است حروف الفبای رمز، شیفت داده شوند یا معکوس شوند(که به ترتیب رمز سزار و اتباش(Atbash) را ایجاد می‌کنند) یا در یک مدل پیچیده‌تر پیش روند که در این صورت به آن الفبای ترکیبی(mixed alphabet) یا الفبای بی‌ترتیب(deranged alphabet) گویند. به طور سنتی، الفبای ترکیبی ممکن است ابتدا توسط  نوشتن یک کلیدواژه، حذف حروف تکراری از آن، سپس نوشتن تمامی حروف باقی مانده در حروف الفبا با ترتیب معمولی آنها ساخته شود.
با استفاده از این سیستم، کلیدواژه‌ی "zebras" الفبای زیر را به ما می‌دهد:
| الفبای متن آشکار :  | ABCDEFGHIJKLMNOPQRSTUVWXYZ |
| الفبای متن رمزشده : | ZEBRASCDFGHIJKLMNOPQTUVWXY |

پیام:
```
flee at once. we are discovered!
```

رمز می‌شود به
```
SIAA ZQ LKBA. VA ZOA RFPBLUAOAR!
```

به طور سنتی، متن رمزشده به صورت بلاک‌هایی با طول ثابت با حذف نقطه‌گذاری و فاصله‌ها نوشته می‌شود. این به منظور کمک به حذف خطای انتقال و پنهان کردن محدودیت‌های کلمه از متن آشکار انجام می‌شود.به این بلاک‌ها که “گروه‌ها” و گاهی “تعداد گروه” گویند، یک بررسی اضافی نسبت داده می‌شود. گروه‌های پنج حرف از زمان اولین پیام که توسط تلگراف منتقل شد به صورت سنتی وجود دارند:
```
SIAAZ QLKBA VAZOA RFPBL UAOAR
```

اگر طول پیام به پنج بخش پذیر نباشد، ممکن است در پایان با "nulls" تکمیل شود. این‌ها می‌توانند هر کاراکتری باشند که به یک چیز بی معنی رمزگشایی می‌شوند، بنابراین گیرنده به راحتی می‌تواند آنها را تشخیص دهد و از بقیه جدا کند.
گاهی الفبای متن رمزشده با الفبای متن اصلی متفاوت است. برای مثال، در رمز کثیف، متن رمزشده شامل مجموعه‌ای از نمادهاست که مشتق شده از یک توری هستند. برای مثال:
چنین ویژگی‌هایی تفاوت کوچکی در امنیت طرح ایجاد می‌کند. با این حال، در پایان، هر مجموعه‌ای از نمادهای عجیب می‌توانند به صورت حروف الفبا از A تا Z بازنویسی شوند و به صورت عادی با آنها برخورد شود.
در لیست‌ها و کاتالوگ‌های فروشندگان، گاهی یک رمزگذاری ساده برای جایگذاری رقم‌های اعداد با حروف استفاده می‌شود.
| ارقام متن اصلی:    | 1234567890 |
| الفبای متن رمزشده: | MAKEPROFIT |

مثال: MAT برای نمایش 120 به کار خواهد رفت.

### امنیت رمزنگاری جانشینی ساده
با اینکه روش سنتی کلیدواژه برای ایجاد یک جانشینی الفبایی ترکیبی، ساده است، یک عیب جدی این است که آخرین حروف الفبا(که معمولا فراوانی کمی دارند) تمایل دارند در انتها بمانند. یک روش قوی‌تر برای ایجاد یک الفبای ترکیبی، اجرای رمزنگاری جابه‌جایی در الفبای معمولی با استفاده از کلیدواژه است ولی معمولا انجام نمی‌شود.
با اینکه تعداد کلیدهای احتمالی بسیار بزرگ است(26! ≈ 2^88.4  یا حدودا ۸۸ بیت)، رمز خیلی قوی نیست و به راحتی شکسته می‌شود. به شرط اینکه پیام طول معقولی داشته باشد، تحلیل رمز می‌تواند معنای احتمالی رایج‌ترین نمادها را با تحلیل توزیع فراوانی متن رمزشده کاهش دهد. این، اجازه‌ی تشکیل کلمات جزئی را می‌دهد که می‌تواند به صورت آزمایشی پر شود و به تدریج راه‌حل جزئی را گسترش دهد(برای اثبات این موضوع به تحلیل فراوانی مراجعه کنید). در برخی موارد کلمات اساسی می‌توانند از الگوی حروفشان مشخص شوند. برای مثال، attract، osseous و کلماتی که ریشه شان این کلمات هستند، تنها کلمات رایج زبان انگلیسی با الگوی ABBCADB هستند. بسیاری از مردم این نوع رمزنگاری‌ها را برای سرگرمی به عنوان کریپتوگرام(cryptogram)در روزنامه‌ها حل می‌کنند.
مطابق فاصله unicity در زبان انگلیسی، ۲۷.۶ حرف از متن رمزشده برای رمزگشایی جایگزینی ساده ی الفبایی ترکیبی لازم است.در عمل، معمولا حدود ۵۰ حرف لازم است، با اینکه برخی پیام‌ها با تعداد کم در صورت یافتن الگوهای غیرمعمول می‌توانند شکسته شوند. در موارد دیگر، می‌توان تصور کرد متن اصلی، توزیع فراوانی تقریبا مسطحی دارد و در این صورت متن‌های طولانی‌تری توسط رمزنگاری موردنیاز خواهد بود.

## نامگذار

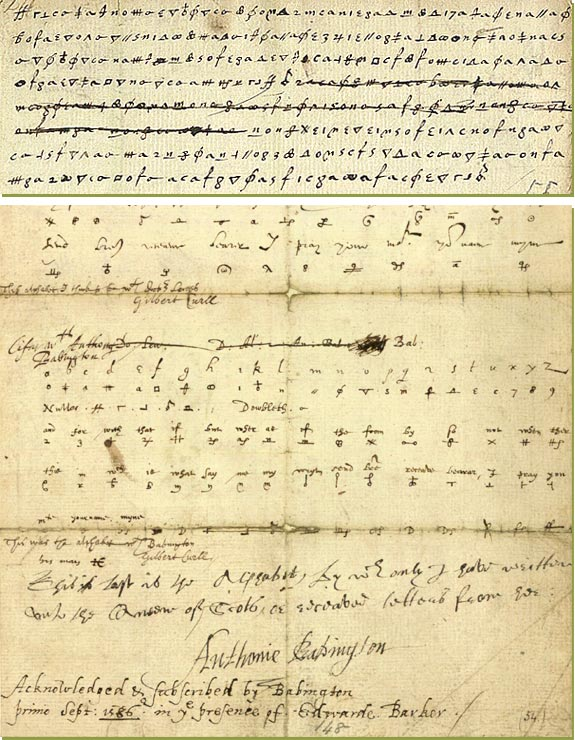
پیام نامگذار جعلی استفاده شده در طرح بابینگتون

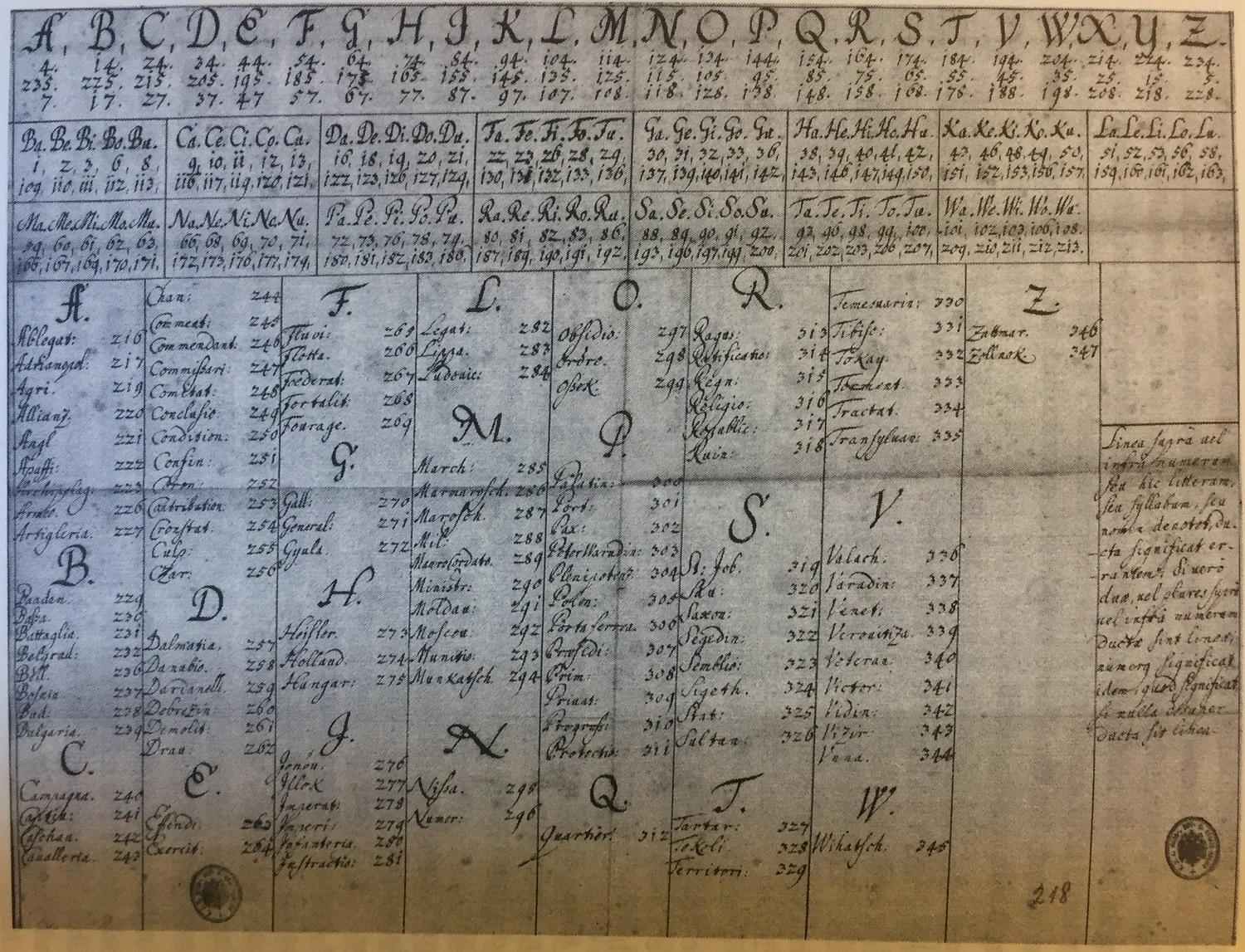
یک جدول کد نامگذار فرانسوی

یک نوع متداول از رمزهای جایگزینی، نامگذار(Nomenclator) است. از روی عنوان مقام عمومی که عناوین بازدید مقامات رسمی را اعلام میکند، نامگذاری شده است. این سایفر یک صفحه کد کوچک شامل جدول جایگزینی حرف، سیلاب و کلمه، گاهی اوقات هوموفونیک  که معمولا نمادها را به اعداد تبدیل می‌کند، استفاده می‌کند. در اصل قسمت کد به نام‌های افراد مشهور محدود شده بود از این رو، نام رمزگذاری در سال‌های بعد کلمه‌های رایج بسیار و  نام مکان‌ها را نیز پوشش داد. نماد برای کلمه‌های کلیدی(whole words)(رمزنگاری(codewords) در زبان مدرن) و حروف(letters) (رمز(cipher) در زبان مدرن) در متن رمزشده تشخیص داده نمی‌شد. Rossignols’ Great Cipher‌ که توسط لویی چهاردهم فرانسه استفاده شد، یکی از آنها بود.
نامگذارها از اوایل قرن پانزدهم تا اواخر قرن هجدهم، کرایه‌های استاندارد مکاتبات، جاسوسی و توطئه‌های سیاسی پیشرفته دیپلمات‌ها بودند. بسیاری از توطئه‌گران کمتر رمزنگار و کمتر پیچیده بودند و همانطور ماندند. با  اینکه در اواسط قرن شانزدهم، رمزنگاران اطلاعاتی حکومتی مرتبا نامگذارها را می‌شکستند و سیستم‌های برتر از 1467 در دسترس بودند، جواب رایج به رمزنگاران به سادگی بزرگ کردن جدول‌ها بود. در اواخر قرن هجدهم وقتی سیستم شروع به از بین رفتن کرد، برخی نامگذار‌ها 50,000 تا نماد داشتند.
با این اوصاف، همه‌ی نامگذارها شکسته نشدند. امروزه رمزنگاری متن‌های آرشیو شده یک حوزه مفید برای تحقیقات تاریخی باقی مانده‌اند.

## جایگزینی هوموفونیک
تلاش اولیه برای افزایش سختی حملات تحلیل فراوانی بر روی رمزنگاری جایگزینی، پوشاندن فراوانی حروف متن اصلی توسط هوموفونیک بود. در این رمزگذاری‌ها، حروف متن اصلی به بیش از یک نماد متن رمزشده، نسبت داده می‌شدند. معمولا نمادهای متن اصلی با بیشترین‌ترین فراوانی معادل بیشتری نسبت به حروف با فراوانی کمتر دارند.با این روش توزیع فراوانی مسطح شده و تحلیل را سخت‌تر می‌کند.
از آنجایی که بیش از ۲۶ کاراکتر برای الفبای متن رمزشده لازم است، راه حل‌های متنوعی برای اختراع حروف الفبای بزرگ‌تر به کار می‌رود. شاید ساده ترین آن استفاده از الفبای جایگزین عدد باشد. یک روش دیگر شامل تغییرات ساده مانند حروف بزرگ، حروف کوچک، وارونه و غیره در الفبای موجود است. به صورت هنرمندانه‌ای، با وجود اینکه امنیت زیادی نخواهد داشت ولی برخی رمزنگاری‌های هوموفونیک الفبای نمادهای کاملا خیالی اختراع شده را به طور کامل به کار گرفته‌اند.
رمزنگاری بیل(Beale) یک نمونه دیگر از رمزنگاری هوموفونیک است. این داستان گنج دفن شده در سال 20-1819 که توسط متن رمزشده با اعلامیه استقلال است . اینجا هر کاراکتر متن رمزشده توسط یک عدد نمایش داده شده بود. عدد با انتخاب کاراکتر از متن اصلی و پیدا کردن یک کلمه در اعلامیه استقلال که با آن کاراکتر شروع می‌شود و با استفاده از جایگاه عددی آن کلمه در اعلامیه استقلال به عنوان حالت رمزشده آن حرف، مشخص می‌شود. از آنجایی که کلمات بسیاری در اعلامیه استقلال با همان حرف شروع می‌شوند، رمزگشایی آن کاراکتر می‌تواند هر یک از عددهایی که به کلمه‌ها در اعلامیه استقلال متصل است باشد، که با آن حرف شروع می‌شود. رمزگشایی کاراکتر X در متن رمزشده(که یک عدد است) به سادگی پیداکردن Xامین کلمه در اعلامیه استقلال و استفاده از اولین حرف آن کلمه به عنوان کاراکتر رمزگشایی شده، است.
رمزنگاری هوموفونیک دیگر توسط Stahl توصیف شده و یکی از اولین تلاش‌ها برای تهیه امنیت کامپیوتری سیستم‌های داده در کامپیوترها به منظور رمزگذاری بود. Stahl رمز را به روشی ساخت که تعداد هوموفون‌ها برای کاراکتر داده شده نسبتی از فراوانی کاراکتر بود. بنابراین تحلیل فراوانی بسیار سخت‌تر بود.
رمزنگاری کتاب و straddling checkboard یکی از انواع رمزنگاری هوموفونیک است.
فرانچسکو اول گونزاگای ، دوک مانتوآ  از اولین نمونه شناخته شده رمز جایگزینی هوموفونیک در 1401 برای مکاتبات با سیمئون دو کرما استفاده کرد.

## جایگزینی چندحرفی
کار القشقندی (1418-1355) بر اساس کار قبلی ابن الدریهم (1359-1312) که شامل اولین بحث منتشر شده‌ی رمزنگاری جایگزینی و جابه‌جایی، همچنین اولین توصیف رمز چندحرفی که در آن هر حرف متن اصلی که به بیش از یک جایگزین اختصاص داده می‌شود، است. رمزنگاری جایگزینی چندحرفی بعدها در 1467 توسط لئون باتیستا آلبرتی به صورت دیسک توصیف شد. یوهانس تریتمیوس در کتاب خود Steganographia (به زبان یونان باستانی یعنی نوشته‌ی مخفی) شکل امروزی یک تابلو را معرفی کرد. نسخه بسیار پیچیده‌تر با استفاده از الفبای ترکیبی در 1563 توسط جووانی باتیستا دلا پورتا در کتابش De Furtivis Literarum Notis (در زبان لاتین به معنای بر روی شخصیت‌های پنهان در نوشتن)توصیف شد.
در رمزنگاری چندحرفی، الفباهای رمزنگاری متعددی استفاده شده است. برای تسهیل رمزنگاری، تمام حروف الفبا معمولا در یک جدول بزرگ نوشته می‌شوند که به آن سالهاست tableau (تابلو) می‌گویند. تابلو معمولا 26*26 است، بنابراین تمام 26 حرف الفبا در دسترس‌ است. روش پر کردن تابلو و انتخاب حرف بعدی از بین حروف الفبا، رمزنگاری چندحرفی به خصوصی را تعریف می‌کند. از آنجایی که الفباهای جایگزینی برای متن‌های اصلی که به اندازه کافی بزرگ هستند تکرار می‌شوند، چنین رمزنگاری‌هایی آسان‌تر شکسته می شوند تا اینکه مورد اعتماد واقع شوند.
بلیس د ویژنر یکی از مشهورترین آنها بود. وقتی اولین بار در 1585 منتشر شد، تا سال 1863 غیرقابل شکستن تلقی می‌شد و در واقع معمولا ‘le chiffre indecchrable’ نامیده می‌شد(در زبان فرانسوی به معنای رمز غیرقابل شکستن).
در رمزنگاری ویژنر، ردیف اول تابلو با یک کپی از الفبای متن اصلی پر می‌شد و ردیف‌های موفقیت آمیز به سادگی یک خانه به چپ شیفت داده می‌شوند.(به این تابلوهای ساده، تابلوی مستقیم  گویند و از لحاظ ریاضی معادل اضافه کردن حروف متن اصلی و کلید به پیمانه 26 است.) سپس یک کلیدواژه برای انتخاب اینکه کدام الفبای متن رمزشده استفاده شود، استفاده می‌شود.هر حرف کلیدواژه به نوبت استفاده می‌شود و سپس آنها دوباره از ابتدا تکرار می‌شوند. بنابراین اگر کلیدواژه ‘CAT’ باشد، حرف اول متن اصلی تحت حرف ‘C’، حرف دوم تحت حرف ‘A’، حرف سوم تحت حرف ‘T’ و حرف چهارم تحت حرف ‘C’ و به همین ترتیب رمزگشایی می‌شود. در عمل کلیدهای ویژنر عبارت‌هایی به طول چندین کلمه هستند.
در 1863،فردریک کاسیسکی  یک روش منتشر کرد(احتمالا به صورت مخفیانه و مستقل توسط چارلز بابیج قبل از جنگ کریمه کشف شده است) که باعث امکان پذیر شدن محاسبه طول کلیدواژه در پیام رمزنگاری ویژنر شد. زمانی که این اتفاق افتاد، حروف متن رمزشده که تحت حروف الفبای یکسان رمز شده بودند این قابلیت را داشتند که به صورت مجزا به عنوان تعدادی از جایگزین‌های ساده نیمه مستقل انتخاب شوند و مورد حمله قرار گیرند. این کار با این حقیقت که در داخل یک دسته از حروف الفبا جدا شده‌اند و کلمات کامل را تشکیل نمی‌دهند، پیچیده شده است ولی توسط این حقیقت که معمولا از یک تابلوی مستقیم استفاده می‌شود، ساده‌سازی شده است. همچنان امروزه یک نوع از رمزنگاری ویژنر به شرطی که الفبای ترکیبی در تابلو استفاده شده باشد، کلیدواژه تصادفی باشد و طول کلی متن رمزشده کمتر از 27.26 برابر طول کلیدواژه باشد، باید به صورت تئوری به سختی شکسته شود. این نیازمندی‌ها در عمل به ندرت درک می‌شوند و بنابراین امنیت متن‌های رمزشده با ویژنر معمولا کمتر از آن است که باید باشد.
سایر مواردچندحرفی شامل موارد زیر است:
- رمزنگاری گرونسفلد : این رمزنگاری کاملا شبیه رمزنگاری ویژنر است به جز اینکه فقط 10 حرف الفبا در آن استفاده می‌شود و بنابراین کلیدواژه شمارشی است.
- رمزنگاری بیفورت : در عمل مانند ویژنر است به جز اینکه تابلوی مستقیم با یک برگشت جایگذاری می‌شود و از لحاظ ریاضی معادل ‘متن اصلی – کلید = متن رمزشده’ است. این عملیات خود معکوس است به موجب آن که یک جدول برای رمزنگاری و رمزگشایی استفاده می‌شود.
- رمزنگاری کلید خودکار : برای جلوگیری از تناوب، متن اصلی را با کلید ترکیب می‌کند.
- رمزنگاری کلید اجرایی : کلید با استفاده از یک قطعه کتاب یا متن مشابه بسیار طولانی ساخته می‌شود.

رمزهای جریانی مدرن نیز به صورت کافی قابل مشاهده از منظر انتزاعی هستند تا یک رمزنگاری چندحرفی را تشکیل دهند که در آن تمام تلاش صرف ایجاد جریان‌کلید تا حد ممکن طولانی و غیرقابل پیش بینی می‌شود.

## جایگزینی پلی‌گرافیک
در رمزنگاری جایگزینی پلی‌گرافیک، حروف متن اصلی به جای اینکه منحصرا با یک حوف جایگزین شوند، با گروه‌های بزرگتری جایگزین می‌شوند. اولین مزیت این است که توزیع فراوانی چند حرف مسطح‌تر از توریع فراوانی منحصرا یک حرف است (اگرچه در زبان‌های واقعی، واقعا مسطح نیستند. برای مثال ‘TH’ در زبان انگلیسی بسیار رایج تر از ‘XQ’ است). دوم هرچه تعداد نمادها بیشتر شود متقابلا متن رمزشده‌ی بیشتری نیاز است تا فراوانی‌های حروف را بتوان به صورت خلاقانه تری تحلیل کرد.
جایگزینی یک جفت از حروف به اندازه جایگزینی الفبایی 676 نماد(26^2( خواهد بود. در همان De Furtivis Literarum Notis ذکر شده در بالا، della Porta در واقع یک سیستم پیشنهاد داد با یک تابلو 20*20 (به دلیل اینکه از 20 حرف الفبای ایتالیایی/لاتینی استفاده کرده است) که با 400 گلیف یکتا پر شده است. با این حال، سیستم غیر عملی بود و احتمالا در واقع هرگز استفاده نمی‌شود.
اولین رمزنگاری عملی دیجیتالی(جایگذاری دوطرفه) به اصطلاح رمزنگاری پلی‌فیر است در 1854 توسط سر چارلز ویتستون اختراع شد. در این رمزنگاری یک شبکه توری 5*5 با حرف هایی از الفبای ترکیبی پر شده است( معمولا دو حرف i و j ترکیب شده اند). یک جایگزینی دیجیتالی پس از آن با انتخاب جفت‌ حروف به عنوان دو گوشه یک مستطیل و استفاده کردن از دو گوشه دیگر به عنوان متن رمزشده، شبیه سازی می‌شود(برای دیاگرام اصلی مقاله رمزنگاری پلی‌فیر را مشاهده کنید). قوانین خاص، حرف‌های دوگانه و جفت‌هایی که در یک سطر یا ستون قرار می‌گیرند را مدیریت می‌کند.پلی‌فیر از زمان جنگ بوئر در طی جنگ جهانی دوم، مورد استفاده ارتش بود.
چندین پلی‌گرافیک عملی در 1901 توسط فلیکس دلاستل  که شامل رمزنگاری‌های بیفید و چهارگوشه(هر دو دیاگرافیک) و رمزنگاری تریفید(احتمالا اولی تری‌گرافیک عملی) هستند، معرفی شد.
رمزنگاری هیل در 1929 توسط لستر اس.هیل اختراع شد یک جایگزینی پلی‌گرافیک است که میتواند گروه‌های بزرگتری از حروف را همزمان با استفاده از جبر خطی ترکیب کند. هر حرف به عنوان یک رقم در مبنای 26: A = 0، B = 1 و به همین ترتیب تلقی می‌شود.(در یک دگرگونی، 3 نماد اضافی برای ساخت مبناهای اول اضافه می‌شود.) سپس یک بلوک از n حرف به عنوان یک بردار n بعدی  لحاظ می‌شود و در یک ماتریس n*n به پیمانه 26 ضرب می‌شود. اجزای ماتریس کلید هستند و باید به صورت تصادفی تهیه شوند که ماتریس معکوس پذیر در Z_26^n باشد(برای اطمینان از ممکن بودن رمزگشایی).یک نسخه مکانیکی رمزنگاری هیل 6 بعدی در 1929 ثبت اختراع شد.
رمزنگاری هیل به حمله متن آشکار آسیب پذیر است چون کاملا خطی است بنابراین باید با چندین گام غیرخطی جایگزینی برای غلبه بر حمله ترکیب شود. ترکیب بسیار و بسیار ضعیف، گام‌های خطی پخش کننده مانند رمزنگاری هیل، بدون گام‌های جایگزینی غیر خطی، در نهایت باعث تشکیل شبکه جایگزینی جایگشتی (مانند رمزنگاری فایستل) می‌شود بنابراین ممکن است _ از این منظر افراطی _ رمزگذاری قطعه‌ای مدرن را به عنوان جایگزینی پلی‌گرافیک لحاظ کرد.

## رمزنگاری جایگزینی مکانیکی

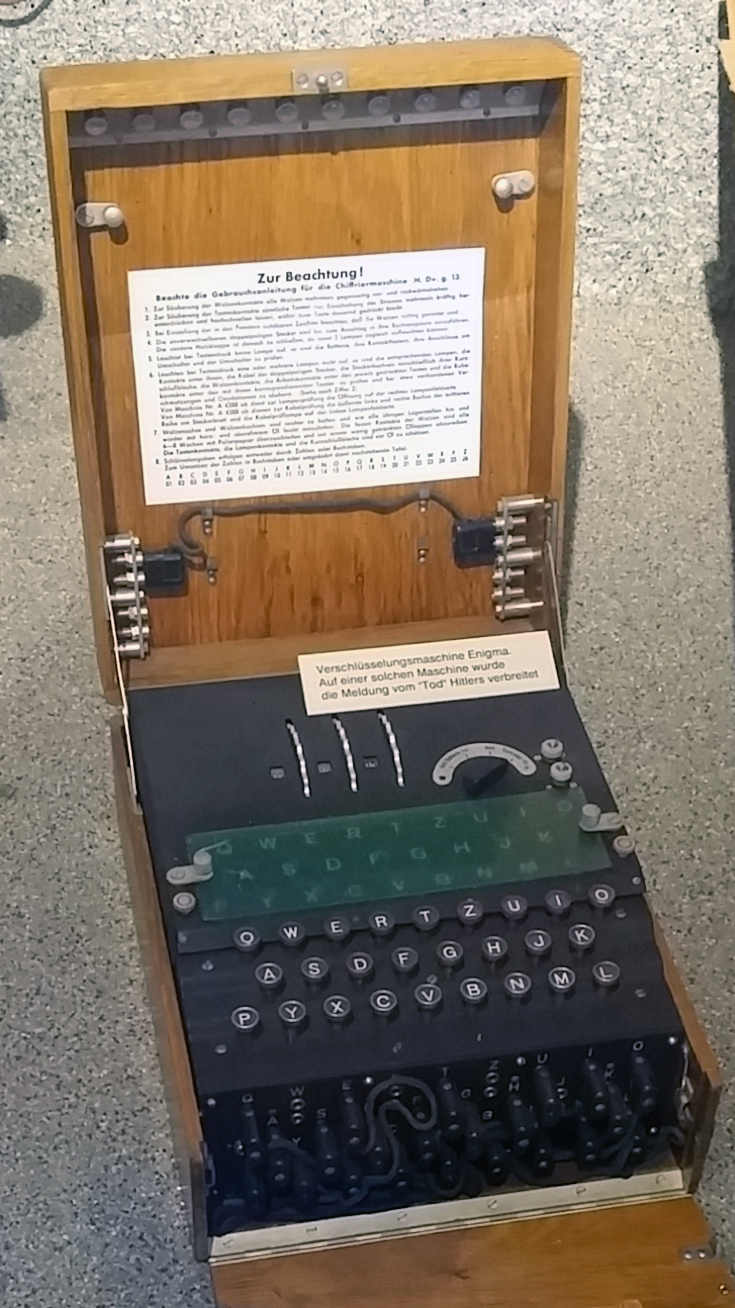
ماشین رمزنگار انیگما که توسط ارتش آلمان در جنگ جهانی دوم مورد استفاده قرار گرفت

بین حدود جنگ جهانی اول و دسترسی همگانی رایانهها(برای برخی دولت‌ها نزدیک سال‌های 1950 یا 1960، برای سازمان‌های دیگر یک دهه یا بعدتر و برای افراد عادی این تاریخ زودتر از 1975 نبود) پیاده‌سازی‌های مکانیکی رمزنگاری جایگزینی چندحرفی به صورت گسترده‌ای مورد استفاده قرار گرفت. چندین مخترع ایده‌های مشابهی در زمان یکسان داشتند و دستگاه‌‌های گردان چهار بار در 1919 به عنوان ایده‌ی اختراع ثبت شدند. مهم‌ترین ماشین به دست آمده، ماشین انیگما بود، به خصوص نسخه‌هایی که توسط ارتش آلمان حدودا از 1930 مورد استفاده قرار گرفت. متفقین هم ماشین‌های گردان ساختند و مورد استفاده قرار دادند.(مانند SIGABA و Typex).
همه‌ی این ماشین‌ها یک نقطه مشترک داشتند و آن این بود که حرف جایگزین از میان تعداد بسیار زیادی از ترکیبات محتمل ناشی از چرخش چندین دیسک حرف به صورت الکتریکی انتخاب می‌شد. از آنجایی که یک یا چند دیسک به صورت مکانیکی با هر حرفی که از متن اصلی رمزگشایی می‌شدند، می‌چرخید، تعداد الفباهای مورد استفاده بی‌شمار بودند. با این وجود نسخه‌های اولیه این ماشین قابل شکستن بودند. ویلیام فریدمان  از ارتش SIS  در همان اوایل، آسیب پذیری‌هایی در ماشین گردان هبرن  پیدا کرد و دیلین ناکس  از GC&CS  نسخه‌هایی از ماشین انیگما را قبل از شروع جنگ جهانی دوم حل کرد(نسخه‌های بدون تخته سیم‌بندی ‌). ترافیک محافظت شده توسط تمام انیگماهای ارتش آلمان توسط رمزنگاران متفقین به خصوص آنانی که در پارک بلتچلی  بودند و با انواع دستگاه‌های ارتش آلمانی که در اوایل 1930 مورد استفاده قرار می‌گرفتند شروع به کار کرده بودند، شکسته شد. این نسخه توسط بینش الهام گرفته شده‌ی ریاضیاتی توسط ماریان ریفسکی در لهستان شکسته شد.
هیچ پیام محافظت شده‌ای توسط ماشین‌های SIGABA و Typex، هرگز تا جایی که در عموم اعلام شده باشد شکسته نشده است.

## one-time pad
یک نوع از رمزنگاری جایگزینی، one-time pad، بسیار خاص است. در اواخر جنگ جهانی اول توسط گیلبرت ورنام و جوزف مابورگن  در آمریکا اختراع شد. از لحاظ ریاضی توسط کلود شانون احتمالا در طول جنگ جهانی دوم اثبات شده است که قابل شکستن نیست. این کار او ابتدا در اواخر 1940 منشتر شد. در رایج‌ترین پیاده‌سازی آن، one-time pad را می‌توان از یک جنبه غیرمعمول، رمزنگاری جایگزینی نامید. معمولا حروف متن اصلی به روشی(مثلا xor) با کاراکتر کلید در همان جایگاه ترکیب( نه جایگزین) شده است.
	One-time pad در اکثر موارد عملی نیست از آنجایی که باید طول کلید به اندازه طول متن اصلی و در واقع تصادفی باشد، فقط و فقط یکبار استفاده شود و از همه افراد به جز فرستنده و گیرنده مدنظر مخفی نگهداشته شود. وقتی این شرایط نقض شوند حتی one-time pad به آسانی قابل شکستن نیست.پیام‌های one-time pad شوروی که از آمریکا فرستاده می‌شدند، برای مدت کوتاهی در طول جنگ جهانی دوم از کلیدهای غیرتصادفی استفاده می‌کرد. رمزنگاران آمریکایی با شروع از اواخر دهه 40 قادر بودند به صورت کلی یا جزئی چندین هزار پیام از چند صد هزار پیام را رمزگشایی کنند(پروژه ونونا را مشاهده کنید).
در یک پیاده‌سازی مکانیکی ترجیحا شبیه ابزار Rockex، از one-time pad برای پیام‌های ارسال شده در hot-line مسکو-واشینگتن که پس از بحران موشکی کوبا برقرار شده بود، استفاده شد.

## جایگزینی در رمزنگاری مدرن
رمزنگاری جایگزینی به همان شکل که قبلا به آن اشاره شد، به خصوص رمزنگاری‌های قدیمی که با کاغذ و خودکار انجام می‌شد دیگر به صورت جدی مورد استفاده قرار نمی‌گیرند. با این حال موضوع رمزنگاری جایگزینی امروزه هم مطرح می‌شود. از یک جنبه به اندازه کافی انتزاعی، رمزنگاری بلاک مبتنی بر بیت مدرن(مانند DES یا AES) می‌توانند بر روی یک الفبای بسیار بزرگ باینری به عنوان رمزنگاری جایگزینی مرور شوند. به علاوه رمزنگاری‌های بلاک اغلب شامل جدول‌های جایگزینی کوچکتری به نام S_boxes هستند. هم‌چنین شبکه جایگشت جایگزینی را مشاهده کنید.

## رمزنگاری جایگزینی در فرهنگ عامه
- شرلوک هولمز یک رمز جایگزینی را در “ماجرای مردان رقصان” رمزگشایی می‌کند. رمز برای چندین سال، نه به خاطر سختی بلکه به خاطر اینکه کسی شک نکرده بود که آن رمز است و آن را کتابچه کودکان می‌دانستند، به صورت رمزگشایی نشده باقی مانده بود.
- زبان AI Bhed در فیلم فاینال فانتزی ۱۰ در واقع یک رمزنگاری جایگزینی است، اگرچه به صورت آوایی تلفظ می شود( مثلا “you” در انگلیسی به “oui” در AI Bhed است ولی تلفظ آن به آن صورت که “oui” در فرانسوی تلفظ می‌شود، است).
- الفبای Minbari در سری Babylon 5 یک رمزنگاری جایگزینی در انگلیسی است.
- زبانی که در Starfox Adventures: Dinosaur Planet توسط Saurian ها و Krystal ها صحبت می شود هم یک رمزنگاری جایگزینی الفبای انگلیسی است.
- برنامه تلویزیونی فیوچراما شامل یک رمزنگاری جایگزینی است که در آن همه‌ی 26 حرف توسط نمادها جایگزین می‌شود و به آن "Alien Language" می گویند. این بسیار سریع‌تر توسط مشاهده‌کنندگان  با نمایش یک تبلیغ “Slurm” با کلمه “Drink” در هر دو متن انگلیسی و زبان Alien که کلید را آشکار می‌کند، رمزگشایی شد. بعدها تهیه‌کنندگان زبان Alien دومی ساختند که از ترکیبی از جایگزینی و رمزهای ریاضیاتی استفاده می‌کند. زمانی که حرف انگلیسی زبان Alien رمزگشایی شد، مقدار عددی آن حرف (به ترتیب  0برای A تا 25 برای Z) به مقدار قبلی حرف به نشانه حرف واقعی در نظر گرفته شده، اضافه می‌شود(به پیمانه 26) این پیام‌ها قابل مشاهده در خلال هر قسمت سریال‌ها و فیلم‌های بعدی هستند.
- در پایان هر قسمت فصل 1 سریال کارتونی آبشار جاذبه، در طول دوره تشخیص اعتبار یکی از سه نمونه رمزنگاری جایگزینی به نام رمزنگاری سزار -3(در پایان باز هر دنباله با “3 letters back” اشاره شده بود)، یک رمزنگاری Atbash یا یک رمزنگاری جایگزینی ساده‌ی حرف به عدد. قسمت پایانی فصل 1، یک پیام را با هر سه رمزنگاری، رمزگشایی می‌کند. در فصل دوم، از رمزنگاری ویژنر به جای رمزنگاری‌های متنوع تک‌حرفی که هر یک از کلیدی استفاده می‌کند که در داخل قسمت مربوطه پنهان شده است، استفاده می‌شود.
- در سریال آرتمیس فاول ساخته شده توسط اوئن کالفر ، سه رمزنگاری جایگزینی وجود دارد: Gnommish، Centaurean و Etrnean، که در انتهای صفحات اجرا می‌شوند یا جایی در میان کتاب‌ها هستند.
- در Bitterblue، سومین رمان کریستین کاشور ، رمزنگاری‌های جایگزینی به عنوان یک حالت مهم از ارتباطات رمزگذاری‌شده خدمت می‌کنند.
- در بازی ویدیویی بایوشاک: بیکران در 2013، رمزنگاری‌های جایگزینی مخفی شده در طول بازی وجود دارد که بازیکن باید کتاب‌های کد را برای کمک به رمزگشایی آنها و مازاد تدارکات، دسترسی پیدا کنند.
- در اقتباس انیمه‌ی The Devil Is a Part-Timer! زبان Ente Isla به نام Entean از یک رمزنگاری جایگزینی با الفبای متن رمزشده AZYXEWVTISRLPNOMQKJHUGFDCB که فقط حروف A، E، I، O، U، L، N و Q را در جایگاه خود باقی می‌گذارد.